# Turgenia latifolia
Tordyle à larges feuilles, Caucalis à feuilles larges
Espèce
Turgenia latifolia, en français Tordyle à larges feuilles ou Caucalis à feuilles larges, est une espèce de plantes à fleurs annuelle de la famille des Apiaceae et du genre Turgenia. Elle est parfois appelée également Girouille à feuilles larges. Elle est indigène en Europe et en Asie occidentale et centrale.

## Taxonomie
L'espèce est décrite en premier par Carl von Linné en 1753, qui la classe dans le genre Tordylium sous le nom binomial Tordylium latifolium (basionyme). En 1767, Linné la replace dans le genre Caucalis, sous le nom Caucalis latifolia. Elle est ensuite de nouveau déplacée dans le genre Turgenia par Georg Franz Hoffmann en 1814, sous le nom correct Turgenia latifolia,,.
Turgenia latifolia a pour synonymes :
- Caucalis latifolia (L.) L., 1767[1],[3],[4]
- Caucalis latifolia var. megalocarpa Jahand. & Maire, 1928[3]
- Caucalis latifolia var. multiflora (DC.) Thell., 1938[3]
- Caucalis latifolia var. tuberculata Boiss., 1938[3]
- Daucus latifolius (L.) Baill., 1879[1],[3],[4]
- Daucus turgenia E.H.L.Krause, 1904[1],[3],[4]
- Selinum turgenia E.H.L.Krause, 1904[4]
- Tordylium latifolium L., 1753[1],[3],[4]
- Turgenia brachyacantha Boiss., 1844[1],[3],[4]
- Turgenia latifolia var. brachyacantha (Boiss.) Boiss., 1872[3]
- Turgenia latifolia var. multiflora (DC.) Boiss., 1872[3]
- Turgenia latifolia var. purpurea Willk., 1874[3]
- Turgenia latifolia var. tuberculata Gren. & Godr., 1848[4]
- Turgenia latifolia var. tuberculata (Boiss.) Boiss., 1872[3]
- Turgenia multiflora DC., 1830[1],[3]
- Turgenia tuberculata Boiss., 1844[1],[3],[4]

## Description

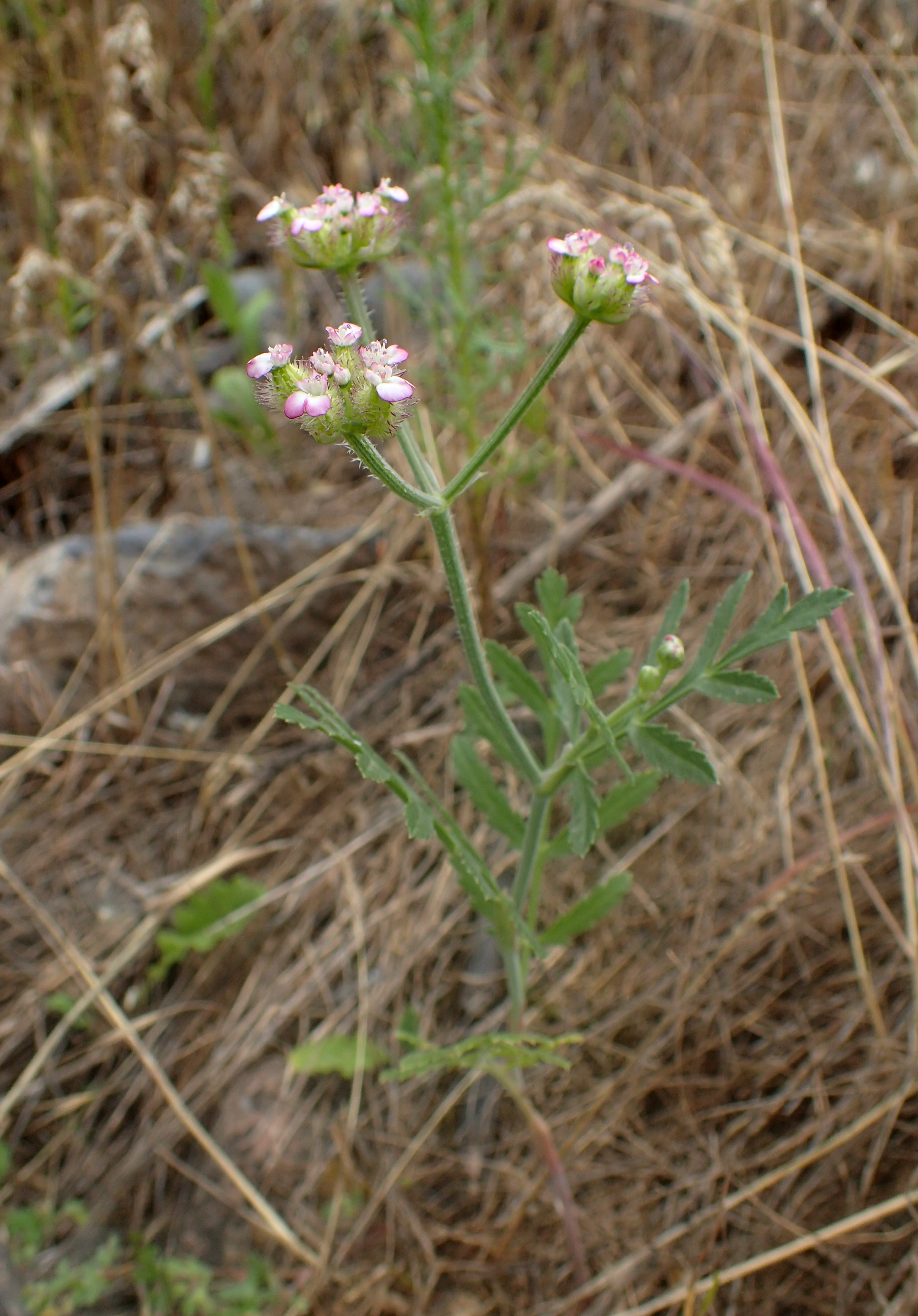
Aspect général.

### Appareil végétatif
C'est une plante annuelle, à racine pivotante. La tige est raide, pubescente, de 20 à 50 cm de hauteur. Les feuilles sont une fois pennées, à segments ovales-allongés, dentés en scie, longuement prolongés sur le rachis.

### Appareil reproducteur

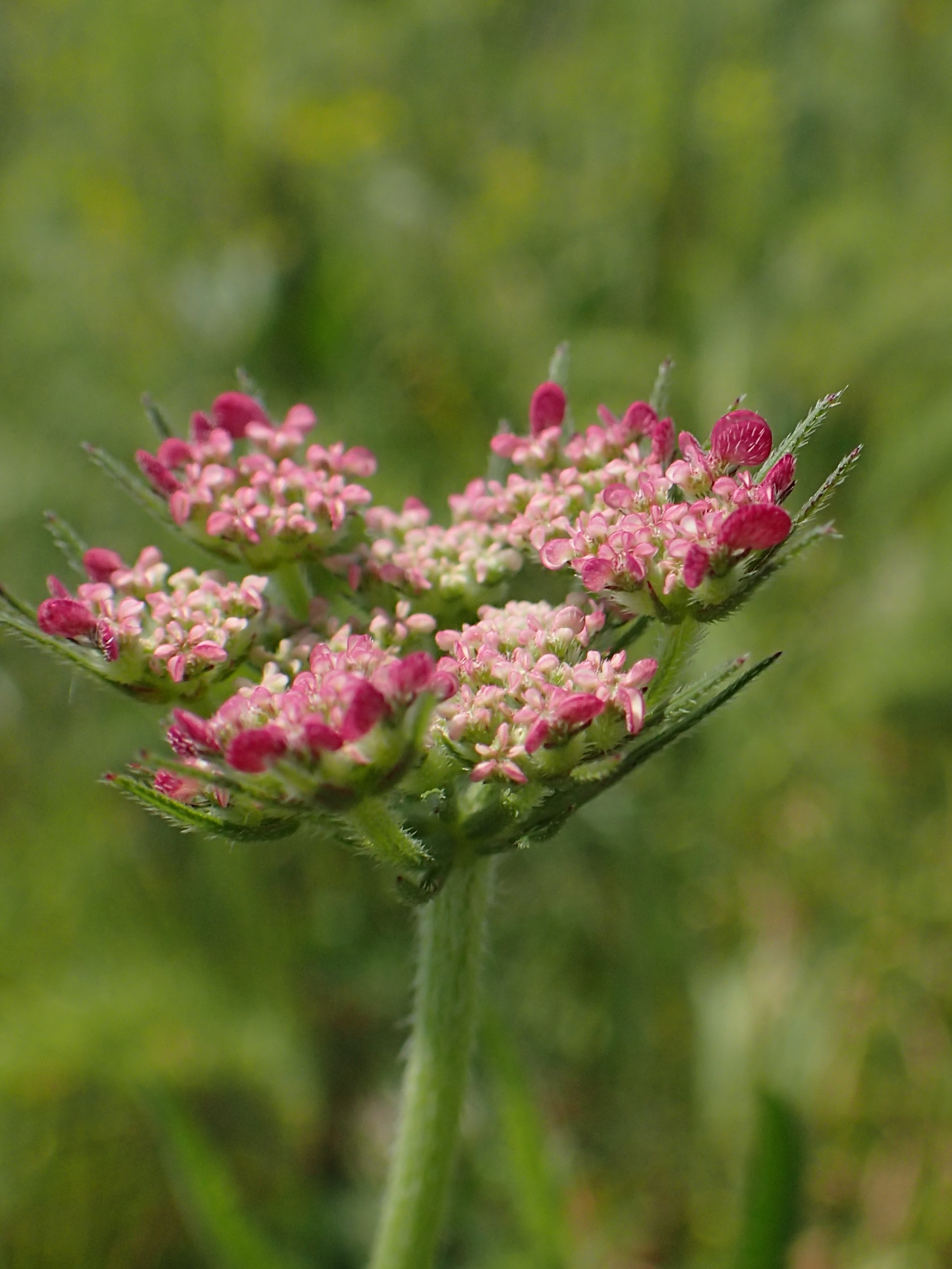
Ombelle.

L'inflorescence consiste en ombelles longuement pédonculées, opposées aux feuilles, généralement à 2–5 rayons inégaux et robustes ; l'involucre et l'involucelle sont composés de 2–5 bractées subégales, oblongues, largement scarieuses. Les fleurs sont blanches ou rougeâtres, petites, dimorphes dans chaque ombellule, les internes unisexuées, mâles, longuement pédicellées, les externes, subsessiles et hermaphrodites. Il y a cinq pétales souvent inégaux ; le calice est à cinq dents sétacées. Le fruit est un diakène d'environ 1 cm de longueur, ovoïde et comprimé sur les côtés, muni de côtes presque toutes égales, les externes à un seul rang d'aiguillons courts, les autres à 2–3 rangs d'aiguillons droits, robustes. La floraison a lieu de mai à août.

### Confusions possibles
Il y a peu de confusions possibles, car l'inflorescence et les feuilles sont assez caractéristiques.

## Habitat et écologie

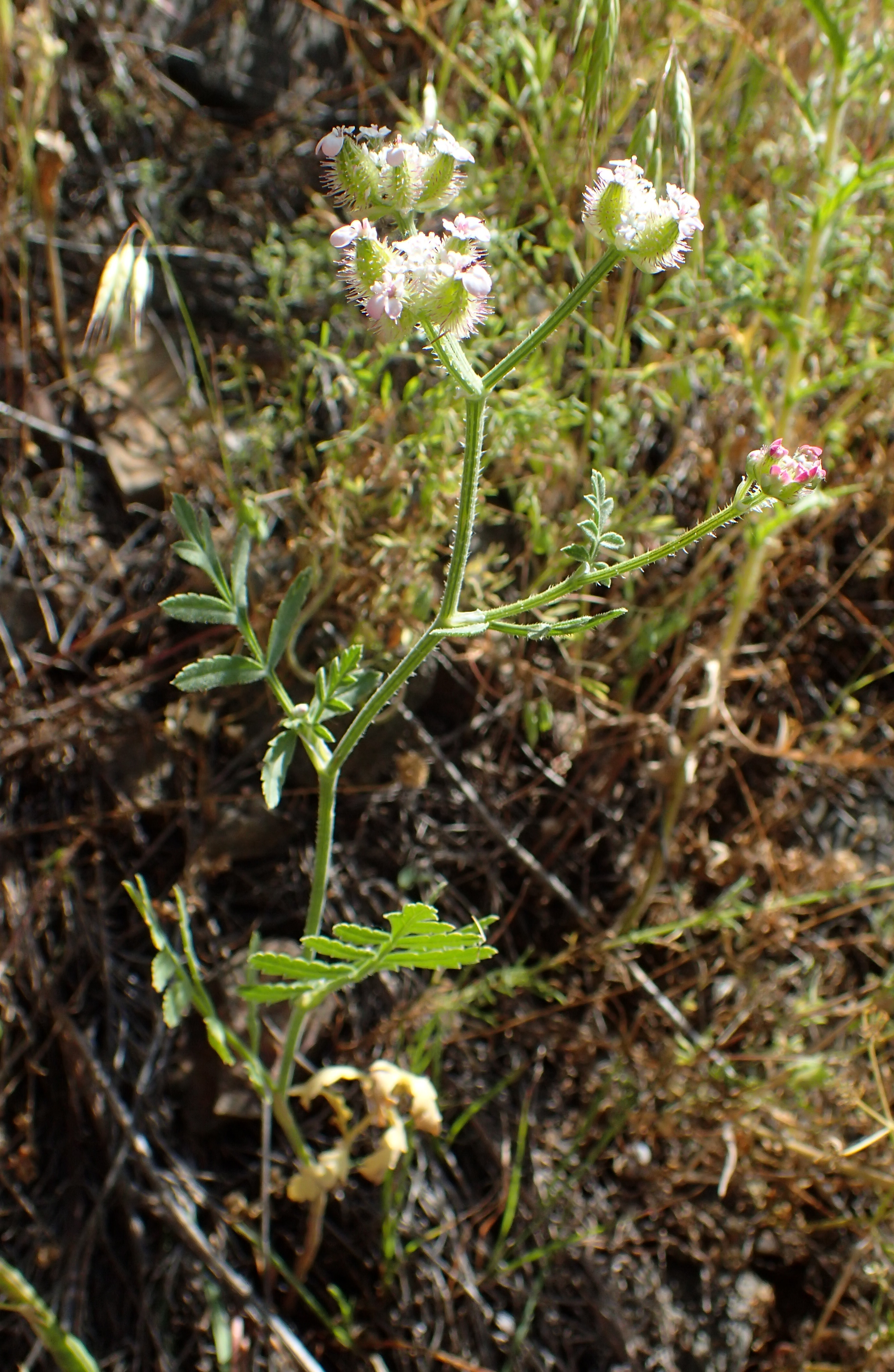
En fruits immatures.

La plante est thérophyte. Elle n'est jamais très abondante, et pousse dans les moissons maigres, généralement sur sol calcaire ; elle évite les milieux rudéralisés ou trop riches en azote. Plus précisément, elle pousse dans les groupements de « mauvaises herbes » des moissons du Secalinion mediterraneum ou du Caucalion lappulae.

## Répartition
C'est une plante d'Europe centrale et méridionale, au nord jusqu'à la Belgique, le sud de l'Allemagne, la Hongrie, la Russie centrale ; elle est aussi présente en Asie centrale et dans le sud de la Sibérie, au Proche-Orient, au Maghreb,,. Elle a été introduite en Grande-Bretagne.
En France, l'espèce était autrefois disséminée un peu partout, sauf peut être en Bretagne, mais elle a fortement régressé et ne semble plus aujourd'hui présente que dans la région méditerranéenne au sens strict et, ponctuellement, en Auvergne et en Bourgogne.

## Menaces et conservation
Les populations sont devenues rares et sont en général peu nombreuses. De plus, le plante peut disparaître plusieurs années pour réapparaître ensuite, sans raison évidente. L'espèce est victime de l'intensification des pratiques agricoles (fertilisation, travail du sol, herbicides) et de la modernisation des procédés de sélection et de tri des semences. L'espèce est protégée dans toute la France, classée « en danger » (EN) sur la Liste rouge de la flore vasculaire de France métropolitaine. Elle est classée « en danger critique d'extinction » (CR) en Aquitaine et en Auvergne, et « en danger » (EN) en Rhône-Alpes.